# Paul Chmielewski
Paul Chmielewski (* 2. Januar 1889 in Schönfelde; † 22. Januar 1945 in Groß Kleeberg, Landkreis Allenstein) war ein deutscher römisch-katholischer Geistlicher und Märtyrer.

## Leben
Paul Chmielewski, Sohn eines Volksschullehrers, besuchte das Gymnasium in Braunsberg und machte 1910 Abitur. Er studierte Theologie am Lyceum Hosianum in Braunsberg und wurde am 28. Februar 1915 zum Priester geweiht. Er war lange Kaplan in Groß Bößau, unterbrochen durch ein Jahr Kriegsdienst in einer Sanitätseinheit in Gumbinnen. Ab 1928 war er Pfarrer in Groß Kleeberg im Landkreis Allenstein. Dort wurde er am 22. Januar 1945 von Rotarmisten erschossen. Er war 56 Jahre alt.

## Gedenken
Die Römisch-katholische Kirche in Deutschland hat Paul Chmielewski als Märtyrer aus der Zeit des Nationalsozialismus in das deutsche Martyrologium des 20. Jahrhunderts aufgenommen.